# Juan Martínez Abades
Juan Martínez Abades (Gijón, 7 de març de 1862 - Gijón, 19 de gener de 1920) fou un compositor i pintor asturià.
Estudià a Gijón en l'Instituto Jovellanos, destacant principalment en dibuix, i simultàniament va ser membre de la Sociedad Musical Recreativa La Armonía, la qual formava part del Liceo de Gijón. En aquest centre estudià solfeig, cant i declamació, actuant en algunes obres com a cantant. L'any 1880 es traslladà a Madrid i es matriculà a l'Escuela Superior de Pintura, Escultura y Grabado. El 1911, havent obtingut cert prestigi com a pintor, començà la seva faceta de compositor de cuplets. Destacà ràpidament i fou un dels primers compositors en cobrar quantitats importants de diners com a rendiment dels drets d'autor. No va ser molt prolífic, però tot i així és considerat un dels principals compositors de la dècada de 1920 donada la qualitat de les seves composicions.

## Obres
Es conserven obres seves al fons musical MatV (Fons Lluís Viada).
Obres referenciades al Diccionario de la Música Española e Hispanoamericana:
Peces per veu i piano. Agua que no has de beber; Agua que va río abajo; Amor de muñecos; ¡Anda y que te sursan...!; ¡Asesino!; Aurora y crepúsculo; ¡Ay, Cipriano!; Buscando novio; Cabraliega; ¡Calla gilguero!; Cariño; Chón-chón; ¡Clava, clava!; ¡Cómo las mareas!; ¡Cómo tendré el corazón!; Cual los mazos de Batán; De pena en pena; De torre del Greco; Déjame; Del árbol caído; ¡Duerme, neñina!; El ahorcado; El amor de las flores; El amor de Lilí; El corsé; En el ascensor; Flor de té; Hortensia; Ideal Room; Idilio que muere; Ilusión y esperanza; ¡Jenaro!; La balastrera; La cautiva; La Manola; La pandereta; La paxarina; La traición de Marianela; Liras; Mala extraña; Margaritina; Mari-Mariposilla; Marinero; Mi nido; Mignon; Mimosa; Molinero; ¡No llores!; No por mucho madrugar...; Ojos que le vieron ir...; Palomita de amor; Pierrot; Pirinola; ¡Pobrecita ciega!; Que es de vidrio tu tejado...; Que la mar es muy traidora; ¡Quisiera!; Ramón; Sígueme así mirando; ¡Tú lo eres!; Y ayer se cayó una torre; ¡Yo me condeno!.